# フォンテ
フォンテ（伊: Fonte）は、イタリア共和国ヴェネト州トレヴィーゾ県にある、人口約6,000人の基礎自治体（コムーネ）。

## 地理

### 位置・広がり

#### 隣接コムーネ
隣接するコムーネは以下の通り。
- アーゾロ
- ピエーヴェ・デル・グラッパ
- リエーゼ・ピオ・デーチモ
- サン・ゼノーネ・デッリエッツェリーニ

### 気候分類・地震分類
気候分類では、zona E, 2439 GGに分類される。
また、イタリアの地震リスク階級 (it) では、zona 2 (sismicità media) に分類される。